# Kaskarspitze
La Kaskarspitze est une montagne culminant à 2 580 m d'altitude dans le massif des Karwendel.

## Géographie
La Kaskarspitze se situe dans le chaînon Gleirsch-Halltal, entre la Westliche Praxmarerkarspitze à l'ouest et la Sonntagkarspitze à l'est. Au nord, la Kaskarspitze présente des falaises abruptes de 600 m de hauteur.

## Histoire
La Kaskarspitze est atteint par Hermann von Barth le 1er août 1870 par ce qui est devenu la voie normale. Il atteint le même jour la Sonntagkarspitze, les Jägerkarspitzen et la Praxmarerkarspitze occidentale, puis le lendemain le Hoher Gleirsch.

## Ascension
La voie la plus fréquentée part du refuge du Pfeis ; elle suit la crête principale, nécessite trois heures et est d'une difficulté 2. La traversée vers la Praxmarerkarspitze est d'une difficulté 3.